# 真十字架传奇
真十字架传奇（The Legend of the True Cross） 是意大利文艺复兴早期画家皮耶罗·德拉·弗朗切斯卡的一组湿壁画，位于阿雷佐圣方济各圣殿。这是他最大的作品，通常被认为是他最好的作品之一，也是文艺复兴早期的杰作。

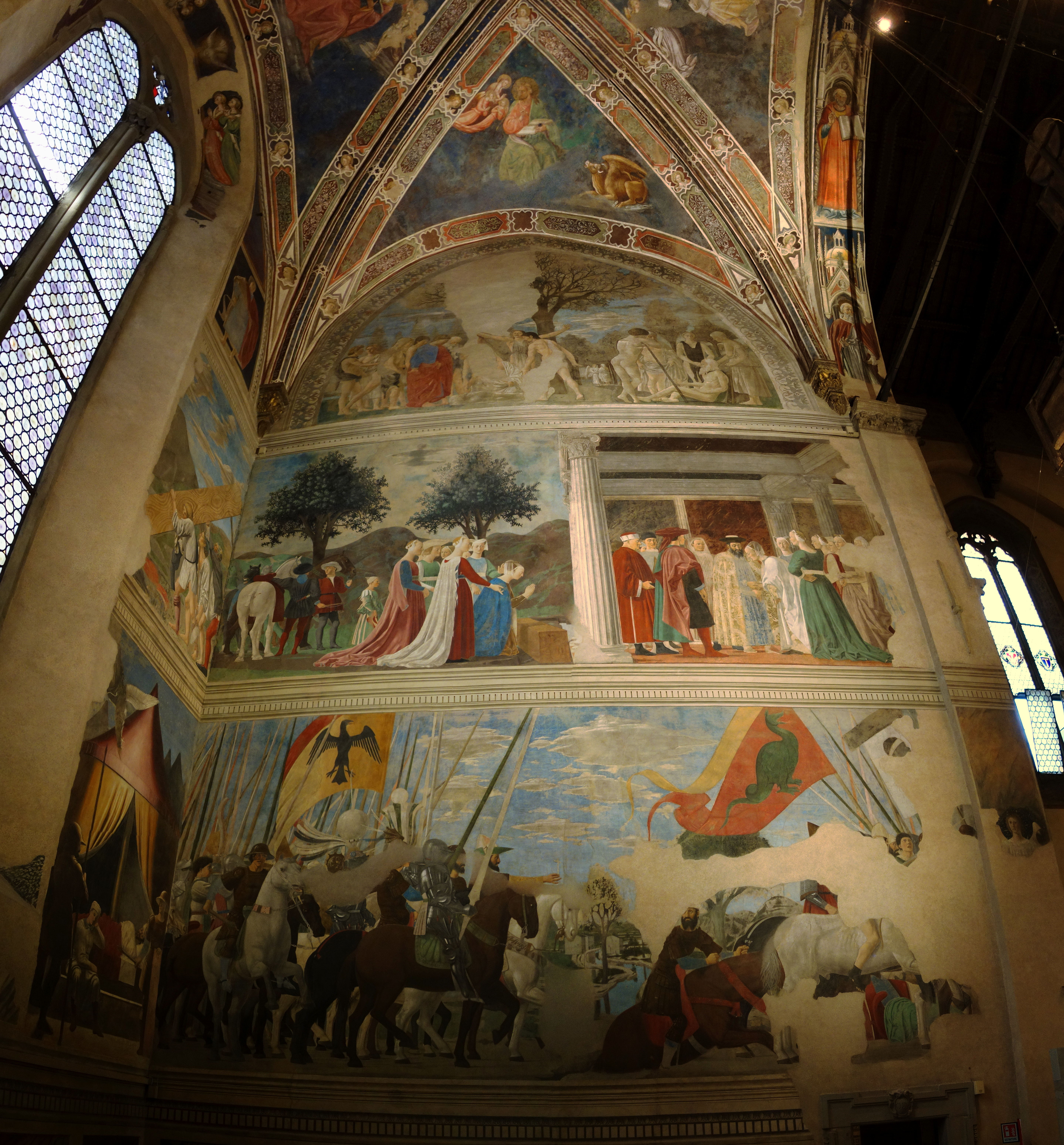